# Seznam mlékáren v Praze
Seznam mlékáren v Praze obsahuje mlékárny založené v Praze a obcích sousedních, které byly později k Praze připojeny. Mlékárny jsou řazeny podle data svého vzniku. Seznam není úplný.

## Mlékárny
- Radlická mlékárna - založeno 1872 (na Smíchově od 1893), znárodněno
- Vysočanská mlékárna - založeno 1889, znárodněno
- Nuselská mlékárna - založeno 1901, znárodněno
- Trojská mlékárna - založeno 1913, znárodněno
- Laktos - založeno před rokem 1945, znárodněno
- Společnost Mlékařských družstev - založeno před rokem 1945, znárodněno
- Waltrova mlékárna - založeno před rokem 1945, znárodněno
- Pražský mlékárenský trust, založen 1953, spadaly pod něj všechny mlékárenské podniky v Praze a Středočeském kraji
- Laktos, národní podnik založený roku 1963, do nějž byly sloučené pražské a středočeské mlékárenské podniky
- Kyjská mlékárna, zprovozněna v květnu 1981 jako nejmodernější a největší mlékárenský závod ve střední Evropě, v rámci podniku Laktos; 1. 1. 1991 transformována ve státní podnik Pragolaktos, k 1. 12. 1992 privatizován transformací na akciovou společnost Pragolaktos, v roce 2004 se v rámci sloučení stala součástí ALIMPEX FOOD a.s., téhož roku byla zapsána nová výrobní společnost Mlékárna Pragolaktos, a.s.